# Lakeside Park (singolo)
Lakeside Park è un brano del gruppo rock canadese Rush, pubblicato dall'etichetta discografica Mercury Records nel 1975 come primo lato del singolo estratto dal terzo album del gruppo, Caress of Steel. Nella seconda facciata è inclusa Bastille Day, estratta anch'essa dallo stesso album.

## Il disco
Lakeside Park
Il pezzo descrive i ricordi di gioventù di Peart, quando adolescente frequentava il Lakeside Park, un parco divertimenti situato a Port Dalhousie, vicino a St. Catharines, sulle sponde del lago Ontario. Nel brano da una parte vengono evocate le estati di svago e lavoro trascorse nel luogo,  con i falò estivi e i canti sulla spiaggia, il giorno del “Victoria day”, ossia il compleanno della regina Vittoria del 24 maggio; dall'altra parte vengono descritti i cambiamenti dei luoghi nel tempo, con la vecchia giostra, ultima superstite dei tempi passati. Nella versione per il singolo discografico il pezzo è stato ridotto di circa un minuto rispetto alla versione presente sull'album. 
Lakeside Park è stata eseguita nei concerti dal vivo con regolarità fino al tour di A Farewell to Kings; in seguito non è stata più eseguita per esser recuperata solo in occasione del  R40 Live Tour. Versioni live della canzone si trovano negli album dal vivo All the World's a Stage, A Farewell to Kings 40th anniversary edition e  R40 Live. 
Il 4 giugno 2020, a poco meno di cinque mesi dalla sua scomparsa, un nuovo padiglione del Lakeside Park di cui si parla nel brano viene intitolato a Peart. 
Bastille Day
Brano hard-rock di chiara matrice zeppeliniana, caratterizzata dall'interpretazione vocale di Lee urlata e passionale. Nel testo Peart, ispirato da Racconto di due città di Charles Dickens,  per la prima volta tratta argomenti quali l'oppressione e tematiche legate alla lotta di classe. Le liriche parlano dell'evento simbolo della rivoluzione francese: la presa della Bastiglia; la canzone apre con la citazione della frase “che mangino brioches”, abitualmente attribuita a Maria Antonietta. Peart in questo caso non formula alcun giudizio, si limita a descrivere questi avvenimenti.
Il brano sembra abbia ispirato il nome dei Majestic, la prima incarnazione dei Dream Theater: Mike Portnoy avrebbe infatti definito il pezzo “maestoso” (in inglese “majestic”).
Gli stessi Rush hanno deliberatamente autocitato il brano nell'introduzione di Headlong Flight, pezzo estratto da Clockwork Angels del 2012.
Bastille Day è stata inserita, come brano autonomo prima e come parte di un medley poi, nella scaletta dei concerti fino al Permanent Waves Tour. Inaspettatamente è stata inserita anche nel medley d'apertura del tour R30: 30th Anniversary. Il brano compare negli album dal vivo All the World's a Stage del 1976, Different Stages del 1998 e R30: 30th Anniversary World Tour del 2004.

## Tracce
Il singolo pubblicato per il mercato statunitense contiene le seguenti tracce:
1. Lakeside Park - 3:16 (Lee, Lifeson, Peart)
2. Bastille Day  - 4:36 (Lee, Lifeson, Peart) (lato B)

## Formazione
- Geddy Lee – basso, voce
- Alex Lifeson – chitarra elettrica e acustica
- Neil Peart – batteria, percussioni

## Cover
Lakeside Park è stata reinterpretata da Sebastian Bach nell'album di cover dei Rush del 2005 Subdivisions.
Bastille Day è stata rivista nello stesso album da Jani Lane e Alex Skolnick.